# Prosper Auguste Dusserre
Prosper Auguste Dusserre, né le 30 avril 1833 à Avesnelles et mort le 30 décembre 1897, est un prélat français qui fut archevêque d'Alger.

## Biographie
Prosper Dusserre reçoit le sacrement de l'Ordre le 16 février 1856. Il est préconisé évêque de Constantine en Algérie française, le 10 août 1878, par décret présidentiel, ce qui est confirmé par Rome le 13 septembre suivant. Sa consécration épiscopale a lieu le 15 décembre 1878 par le cardinal Lavigerie, à la cathédrale Saint-Philippe d'Alger,. Il succède à Louis Robert, nommé à Marseille.
Le 13 février 1880, il est nommé évêque coadjuteur d'Alger et reçoit le 27 février suivant le titre d'évêque titulaire de Damas (de). De plus il est administrateur apostolique du siège de Constantine jusqu'en 1881. À la mort du cardinal Lavigerie, le 26 novembre 1892, il lui succède au siège d'Alger.
Le 20 mai 1895, il consacre évêque, Adolphe Le Chaptois, nommé au poste de vicaire apostolique du Tanganyika[Quoi ?].

## Blason
D'azur à la fasce d'argent accompagné en chef d'une croix latine rayonnante d'or, et en pointe du monogramme de la Vierge d'or couronné des douze étoiles mariales d'argent. Sa devise est Non deerit gratia. - Uno auxilio coelesti.